# Mercedes-Benz W116
La Mercedes-Benz W116 è la prima generazione della Mercedes-Benz Classe S, un'autovettura di lusso prodotta dalla casa automobilistica tedesca Mercedes-Benz dal 1972 al 1980.

## Storia
Lanciata nel 1972 come sostituta delle W108 e W109, la W116 nasce da un progetto il cui avvio risale già al 1966, solamente un anno dopo il lancio delle stesse W108 e W109. Come sempre, una delle principali cure dei progettisti fu quella di garantire la massima sicurezza a conducente e passeggeri. A tale proposito, oltre alla scocca a deformazione programmata, venne introdotta una cellula abitativa di maggior resistenza, ma soprattutto vengono raggiunti significativi progressi dal punto di vista della salvaguardia dell'incolumità degli occupanti in caso di urto laterale.
La carrozzeria, sempre tre volumi, era più slanciata, grazie alla linea di cintura più bassa, al frontale più affusolato (grazie ai fari a sviluppo orizzontale e alla mascherina a radiatore più bassa e larga) e alle linee tese. Le dimensioni rilevanti erano "portate" con maggior leggerezza. Tuttavia, a fronte di un sensibile aumento degli ingombri esterni e della massa della vettura non corrisponde un analogo riscontro in termini di abitabilità interna. Addirittura il bagagliaio è meno capiente di quello del modello precedente. L'aumento delle dimensioni è stato infatti dovuto principalmente alla progettazione della vettura in funzione della sicurezza per i passeggeri, piuttosto che per motivi di abitabilità.
Dal punto di vista meccanico, confermata la trazione posteriore, la novità più importante riguardava le sospensioni posteriori, che, abbandonato il famigerato ponte a semiassi oscillanti con ammortizzatore centrale, adottavano uno schema a ruote indipendenti con 2 robusti bracci triangolari, barra antirollio, molle elicoidali e ammortizzatori idraulici telescopici. In linea con la tradizione il resto: avantreno a ruote indipendenti con barra antirollio, sterzo a circolazione di sfere (con servocomando idraulico), freni a disco su tutte le ruote e sospensioni con regolazione idraulica (di serie sulle versioni a passo lungo SEL, a richiesta sulle altre).
La serie W116 è stata ufficialmente la prima a utilizzare la denominazione di Classe S. Oltre che dall'indicazione della cilindrata (non su tutti i modelli, però, come si vedrà), la sigla identificativa era composta infatti dalla S (nome modello), dal tipo di alimentazione (E per le versioni a iniezione e nessuna lettera per quelle a carburatore) e dalla lunghezza del passo (L per le versioni a passo allungato di 10 cm per i passeggeri posteriori e con sospensioni idrauliche di serie).
La presentazione ufficiale avvenne al Salone di Parigi del 1972. Al momento dell'esordio erano disponibili due motori: un 6 cilindri in linea di 2746 cm³ e un V8 di 3499, entrambi con trasmissione manuale a 4 rapporti (a richiesta, 5 marce sulla 6 cilindri, automatica a 4 marce sempre sulla 6 cilindri, automatica a 3 marce sulla V8). La versione da 2.8 litri era disponibile subito sia con alimentazione a carburatore, sia a iniezione, mentre la 350SE era unicamente a iniezione.
Al Salone di Ginevra del 1973 fu svelata un'ulteriore versione, la 450SE equipaggiata da un V8 di 4520 cm³ ed esclusivamente con trasmissione automatica. Anche qui l'alimentazione era a iniezione elettronica Bosch D-Jetronic. Nella stessa occasione, la Casa tedesca presenta anche la versione a passo lungo, denominata 450SEL, che andò a porsi provvisoriamente al vertice della gamma W116 e che rappresentava il massimo per eleganza (interni in pelle e rifiniture in legno) e funzionalità (condizionatore, chiusura centralizzata, tettuccio elettrico), tutte caratteristiche che in quegli anni ben poche auto potevano vantare.
Nel novembre del 1973, anche la 350SE fu proposta in versione allungata, dando così origine alla 350SEL. Analoga sorte toccò l'anno seguente alla 280SE, che fu proposta anche come 280SEL. L'unica versione a non essere prevista a passo lungo fu la 280S, con motore a carburatori.

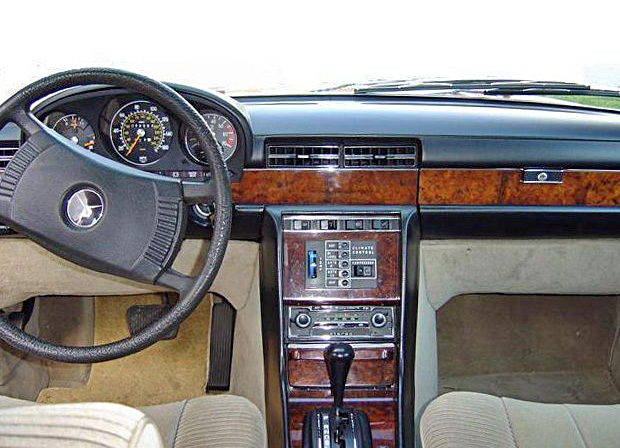
Interni della 450 SEL 6.9

Nel 1974 la 450SE venne insignita del premio Auto dell'anno, quindi a partire dal febbraio del 1975 la gamma venne completata verso l'alto dalla 450 SEL 6.9, mossa da un V8 a iniezione di ben 6834 cm³ da 286cv, motore derivato dal già poderoso V8 montato sulla ancor più lussuosa 600 W100. La 450SEL 6.9 fu considerata all'epoca una delle berline di produzione di serie più performanti al mondo con una velocità massima di 225 km/h e un'accelerazione da 0–100 km/h in circa 8 s, il tutto nella massima sicurezza e silenziosità di marcia disponibile all'epoca su una berlina. Tra le "chicche" tecnologiche vanno segnalate le sospensioni idropneumatiche, che sfruttano un sistema simile a quello utilizzato sulle Citroën DS. Tale sistema era comunque ottenibile a pagamento anche nelle altre versioni.
Come la maggior parte delle Mercedes-Benz, nella sua carriera la W116 subì pochissime modifiche (concentrate soprattutto agli interni, alle finiture e agli equipaggiamenti).
Degna di nota è l'introduzione, tra la fine del 1975 e l'inizio del 1976, dell'alimentazione a iniezione meccanica Bosch K-Jetronic su tutta la gamma ad eccezione ovviamente della 280S. Quest'ultima, comunque, ha subito nello stesso periodo un leggero decremento di potenza.
Importante, invece, il debutto (1979), sia pure come optional a richiesta, dell'ABS. La W116 fu la prima automobile europea a proporre tale sistema.
Nel 1980 la W116 venne rimpiazzata dalla W126, dopo essere stata prodotta in 473.035 unità (7.380 delle quali 450 SEL 6.9).

### Le W116 americane

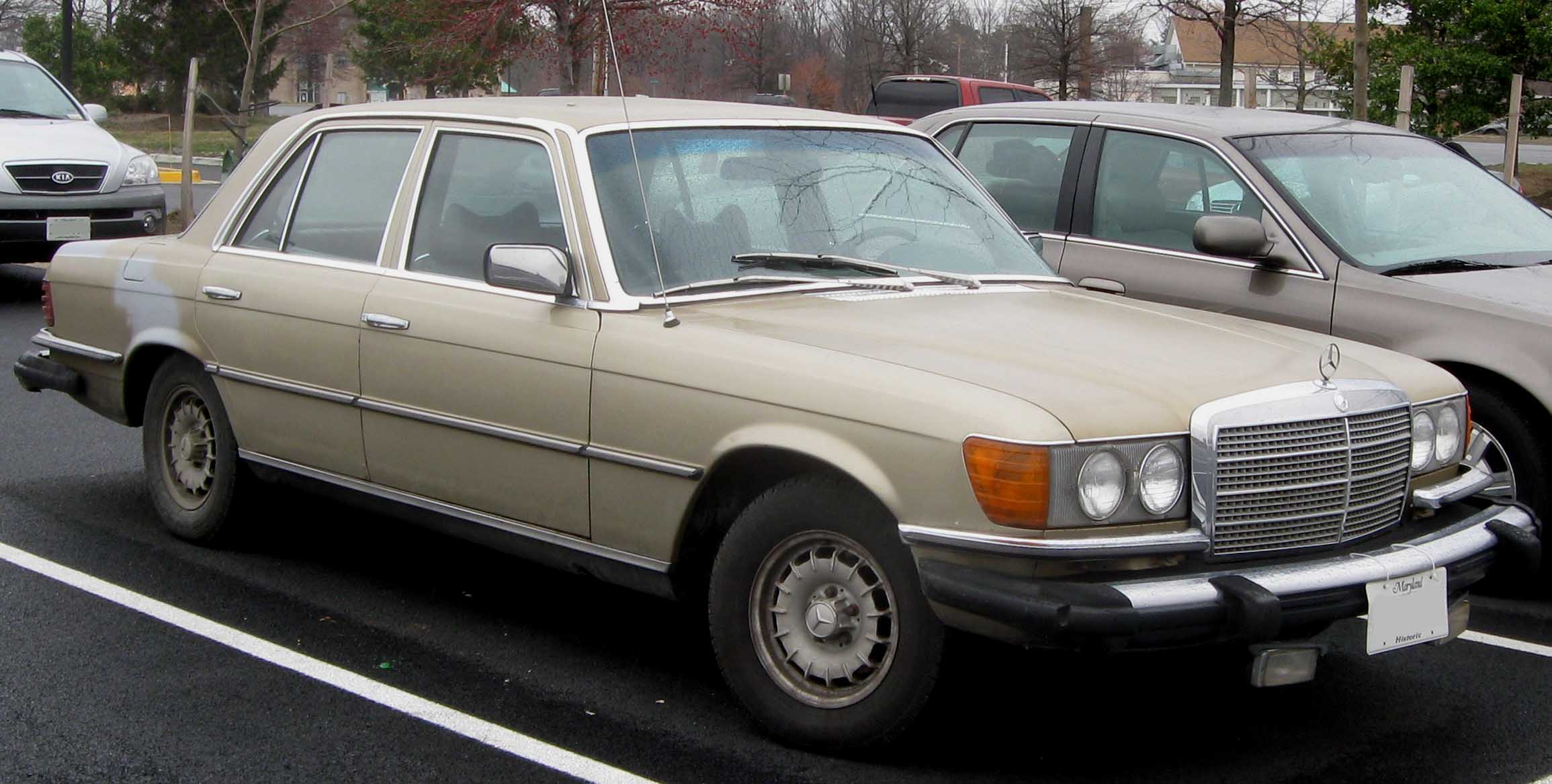
Una 450SE prevista per il mercato USA (si notino i fari anteriori sdoppiati)

Tanta attenzione alla sicurezza da parte dei progettisti non era dovuta solo al fatto che ci si trovava di fronte a una vettura di rango, ma anche e soprattutto perché la serie W116 fu progettata per soddisfare le sempre più severe normative statunitensi in materia di sicurezza. In ogni caso, vi furono ugualmente alcune differenze tra il mercato europeo e i mercati statunitense e canadese. In questo caso la W116, oltre agli adattamenti imposti dalla legge in termini di sicurezza (paraurti ad assorbimento), fanali anteriori con anabbaglianti e abbaglianti di tipo sealed-beam, riduzione delle emissioni (depotenziamento dei motori e adozione di dispositivi antinquinamento), adottò (in alternativa ai motori a benzina) il 5 cilindri turbodiesel di 3 litri da 120cv, lo stesso che in seguito sarebbe stato montato in Europa sulle W123. Si tratta della prima ammiraglia Mercedes-Benz equipaggiata da un motore a gasolio, ma soprattutto della prima vettura stradale al mondo dotata di motore turbodiesel, precedendo di poco la Peugeot 604 turbodiesel, giunta nei mercati europei solo nel 1979. Le versioni a benzina, invece, erano sensibilmente depotenziate rispetto a quelle europee. Negli USA erano in listino la 280SE, con motore sceso da 185 a 142 CV, le 450SE e SEL, con potenza scesa da 225 a 180 CV, e la 450SEL 6.9, con potenza passata da 286 a 250 CV.

### Versioni e caratteristiche
Nella seguente tabella vengono mostrate le caratteristiche delle varie versioni previste per la gamma W116. Si tenga presente che i dati si riferiscono ai modelli strettamente di serie e che, a parte il modello 300SD, previsto per il solo mercato nordamericano, gli altri dati si riferiscono ai modelli previsti per il mercato europeo.
| Motori Mercedes-Benz W116 |         |                     |                |                       |                |               |                 |                  |              |              |                        |                    |                    |
| Modello                   | Sigla   | Motore              | Cilindrata cm³ | Alimentazione         | Potenza CV/rpm | Coppia Nm/rpm | Cambio/Nº marce | Massa a vuoto kg | Velocità max | 0–100 km/h s | Consumo medio l/100 km | Anni di produzione | Esemplari prodotti |
| 280S                      | 116.020 | M110V28 (110.922)   | 2746           | Carburatore           | 160/5500       | 226/4000      | Manuale/4       | 1.610            | 190          | 11"5         | 12,5                   | 9/1972-12/1975     | 122.848            |
| 280S                      | 116.020 | M110V28 (110.922)   | 2746           | Carburatore           | 156/5500       | 226/4000      | Manuale/4       | 1.610            | 190          | 11"5         | 12,5                   | 1/1976-7/1980      | 122.848            |
| 280SE                     | 116.024 | M110E28 (110.983)   | 2746           | Iniezione elettronica | 185/6000       | 240/4500      | Manuale/4       | 1.610            | 200          | 10"5         | 12,5                   | 9/1972-1/1976      | 150.593            |
| 280SE                     | 116.024 | M110E28 (110.985)   | 2746           | Iniezione meccanica   | 177/6000       | 235/4500      | Manuale/4       | 1.610            | 200          | 10"5         | 12,5                   | 2/1976-3/1978      | 150.593            |
| 280SE                     | 116.024 | M110E28 (110.985)   | 2746           | Iniezione meccanica   | 185/5800       | 242/4500      | Manuale/4       | 1.610            | 200          | 10"5         | 12,5                   | 4/1978-7/1980      | 150.593            |
| 280SEL                    | 116.025 | M110E28 (110.983)   | 2746           | Iniezione elettronica | 185/6000       | 240/4500      | Manuale/4       | 1.645            | 200          | 10"5         | 12,5                   | 4/1974-1/1976      | 7.032              |
| 280SEL                    | 116.025 | M110E28 (110.985)   | 2746           | Iniezione meccanica   | 177/6000       | 235/4500      | Manuale/4       | 1.645            | 200          | 10"5         | 12,5                   | 2/1976-3/1978      | 7.032              |
| 280SEL                    | 116.025 | M110E28 (110.985)   | 2746           | Iniezione meccanica   | 185/5800       | 242/4500      | Manuale/4       | 1.645            | 200          | 10"5         | 12,5                   | 4/1978-5/1980      | 7.032              |
| 350SE                     | 116.028 | M116E35 (116.983)   | 3499           | Iniezione elettronica | 200/5800       | 286/4000      | Manuale/4       | 1.675            | 205          | 9"5          | 13                     | 8/1972-12/1975     | 51.100             |
| 350SE                     | 116.028 | M116E35 (116.985)   | 3499           | Iniezione meccanica   | 195/5500       | 275/4000      | Manuale/4       | 1.675            | 205          | 9"5          | 13                     | 1/1976-3/1978      | 51.100             |
| 350SE                     | 116.028 | M116E35 (116.985)   | 3499           | Iniezione meccanica   | 205/5750       | 285/4000      | Manuale/4       | 1.675            | 205          | 9"5          | 13                     | 4/1978-9/1980      | 51.100             |
| 350SEL                    | 116.029 | M116E35 (116.983)   | 3499           | Iniezione elettronica | 200/5800       | 286/4000      | Manuale/4       | 1.700            | 205          | 10"          | 13                     | 11/1973-12/1975    | 4.266              |
| 350SEL                    | 116.029 | M116E35 (110.985)   | 3499           | Iniezione meccanica   | 195/5500       | 275/4000      | Manuale/4       | 1.700            | 205          | 10"          | 13                     | 1/1976-3/1978      | 4.266              |
| 350SEL                    | 116.029 | M116E35 (110.985)   | 3499           | Iniezione meccanica   | 205/5750       | 285/4000      | Manuale/4       | 1.700            | 205          | 10"          | 13                     | 4/1978-6/1980      | 4.266              |
| 450SE                     | 116.032 | M117E45 (117.983)   | 4520           | Iniezione elettronica | 225/5000       | 378/3000      | Automatico/3    | 1740             | 210          | 8"5          | 14,5                   | 12/1972-10/1975    | 41.604             |
| 450SE                     | 116.032 | M117E45 (117.986)   | 4520           | Iniezione meccanica   | 217/5000       | 360/3250      | Automatico/3    | 1740             | 210          | 8"5          | 14,5                   | 11/1975-3/1978     | 41.604             |
| 450SE                     | 116.032 | M117E45 (117.986)   | 4520           | Iniezione meccanica   | 225/5000       | 368/3250      | Automatico/3    | 1740             | 210          | 8"5          | 14,5                   | 4/1978-4/1980      | 41.604             |
| 450SEL                    | 116.033 | M117E45 (117.983)   | 4520           | Iniezione elettronica | 225/5000       | 378/3000      | Automatico/3    | 1755             | 210          | 9"9          | 14,5                   | 2/1973-10/1975     | 59.578             |
| 450SEL                    | 116.033 | M117E45 (117.986)   | 4520           | Iniezione meccanica   | 217/5000       | 360/3250      | Automatico/3    | 1755             | 210          | 9"9          | 14,5                   | 11/1975-3/1978     | 59.578             |
| 450SEL                    | 116.033 | M117E45 (117.986)   | 4520           | Iniezione meccanica   | 225/5000       | 368/3250      | Automatico/3    | 1755             | 210          | 9"9          | 14,5                   | 4/1978-6/1980      | 59.578             |
| 450SEL 6.9                | 116.036 | M100E69 (100.985)   | 6834           | Iniezione meccanica   | 286/4250       | 550/3000      | Automatico/3    | 1.935            | 225          | 7"4          | 16                     | 9/1975-5/1980      | 7.380              |
| 300SD                     | 116.120 | OM617D30A (617.950) | 3005           | Iniezione meccanica   | 111/4200       | 230/2400      | Automatico/4    | 1.765            | 165          | 17"          | 10,6                   | 5/1978-9/1979      | 28.634             |
| 300SD                     | 116.120 | OM617D30A (617.951) | 2998           | Iniezione meccanica   | 121/4350       | 230/2400      | Automatico/4    | 1.765            | 170          | 16"2         | 10,6                   | 10/1979-9/1980     | 28.634             |